# Ikla
Ikla – wieś w Estonii, w prowincji Parnawa, w gminie Häädemeeste, nad Zatoką Ryską, na granicy z Łotwą (Ainaži).
Przez miejscowość przebiega międzynarodowa droga Via Baltica (E 67; Helsinki – Tallinn – Parnawa – Ikla – Ryga – Bauska – Kowno – Mariampol – Suwałki – Białystok – Warszawa – Piotrków Trybunalski – Wrocław – Kłodzko – Hradec Králové – Praga).